# Nicolás Bobadilla
Nicolás Bobadilla, forma spolszczona: Mikołaj Bobadilla (1511 – 1590) – ksiądz hiszpański, jeden z współzałożycieli zakonu jezuitów.

## Życiorys
Urodził się w Walencji w Hiszpanii. Studiował filozofię w Hiszpanii, do Paryża pojechał żeby pogłębić znajomość greki i łaciny. Podczas studiów w Paryżu był jednym z pierwszych sześciu towarzyszy Ignacego Loyoli i późniejszych założycieli Towarzystwa Jezusowego.
Bobadilla był świetnym kaznodzieją, przez pewien czas był kapelanem w armii króla Hiszpanii Karola V. W obozie wojskowym w okolicach Ratyzbony podczas posługi chorych sam został zarażony. Na polecenia papieża Pawła III uczestniczył w 1543 w sejmach Rzeszy w Norymberdze i Spirze, oraz w 1546 w Ratyzbonie. Większą część długiej kariery spędził w Niemczech i Włoszech, używając swych umiejętności intelektualnych i retorycznych przeciwko protestantyzmowi. Wygłaszał kazania w 77 biskupstwach i arcybiskupstwach we Włoszech, Niemczech i Dalmacji. Kilka razy był obiektem krytyki Loyoli, na przykład kiedy niezbyt energicznie przeciwstawił się ugodowości Karola w celu zawarcia pokoju z protestantami (Interim augsburskie 1548), ale właśnie przez cesarza z powodu tych protestów został zmuszony do opuszczenia Niemiec.
Zmarł w Loreto we Włoszech w roku 1590. Pozostawił po sobie wiele pism, komentarzy biblijnych, traktatów o predestynacji, sakramentach i antyluterańskich. Jako najdłużej żyjący z założycieli Towarzystwa Jezusowego wziął udział w elekcji czterech kolejnych generałów zakonu.